# Стара церква (Амстердам)
Стара церква (нід. Oude Kerk, Аудекерк) — протестантський парафіяльний храм у столиці Нідерландів місті Амстердамі, яскрава історико-архітектурна пам'ятка з цікавою архітектурою, в якій переплелися традиції готики та ренесансу XIV—XVI століть; є найстарішою церквою в місті.
Аудекерк розташована в амстердамському кварталі Де Валлен (нід. De Wallen), що нині є головним місцем зосередження району червоних ліхтарів. Площа навколо церкви (№ 23) має назву на честь храму — Аудекерксплейн (нід. Oudekerksplein).

## Історія
Найстаріша церква Амстердама, Стара церква (Oude Kerk) була побудована в 1306 році як невеликий хрещатий храм, щоб замінити дерев'яну церкву, що, як вважають, була зведена тут близько 1300 року. Аудекерк стала першою зальною церквою (з проходами на тій же висоті, що й нава) у Північній Голландії, тож і моделлю-взірцем для решти церков у регіоні (наприклад, в Едамі). Храм був присвячений Миколаю Чудотворцю, єпископу лікійської Мири. 

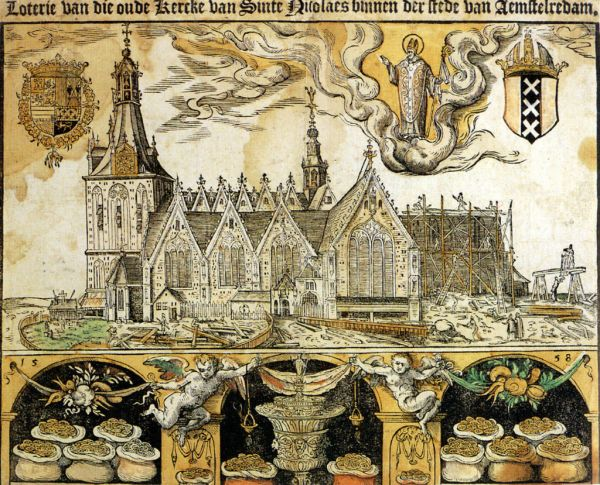
Аудекерк на лотерейному білеті

Незабаром виникли плани з розширення церкви, і в 1370 році до будівлі (хорів) були додані дві капели та галерея. 
Старій церкві вдалося оминути наслідків двох великих пожеж, які спустошили Амстердам у Середньовіччя. 
Розбудова амстердамського Аудекерку тривала і надалі. Так, інші каплиці, що добудовувались, частково фінансувалися міськими гільдіями. Великі бічні каплиці були додані близько 1500 року. Зміни в архітектурі хорів, здійснені в XVI столітті, робилися за рахунок коштів, що отримали, і це було звичайним у ті часи, від проведення лотереї. Також цим же періодом датується зведення порталу на південному боці храму, який дав доступ до так званої «залізної» каплиці. 
У XVI столітті була реконструйована і низька готична вежа — її замінили на високу західну башту. На вежі встановлено карильйон (1658), один з нйакращих у країні.  На межі XVI і XVII століть у Аудекерку працював спадковий органіст храму Ян Свелінк (1562—1621), нідерландський композитор, засновник північнонімецької органної школи. 
Інтер'єр церкви, тепер протестантської, має особливості, що походять з часів до Реформації, зокрема 3 гарні віконниці (1555) у стилі голландського Високого Відродження, окремі інші деталі, декор. 
У Аудекерку поховані багато відомих амстердамців, у тому числі Ян Свелінк, Рембрандтова дружина Саскія, звитяжні нідерландські адмірали.

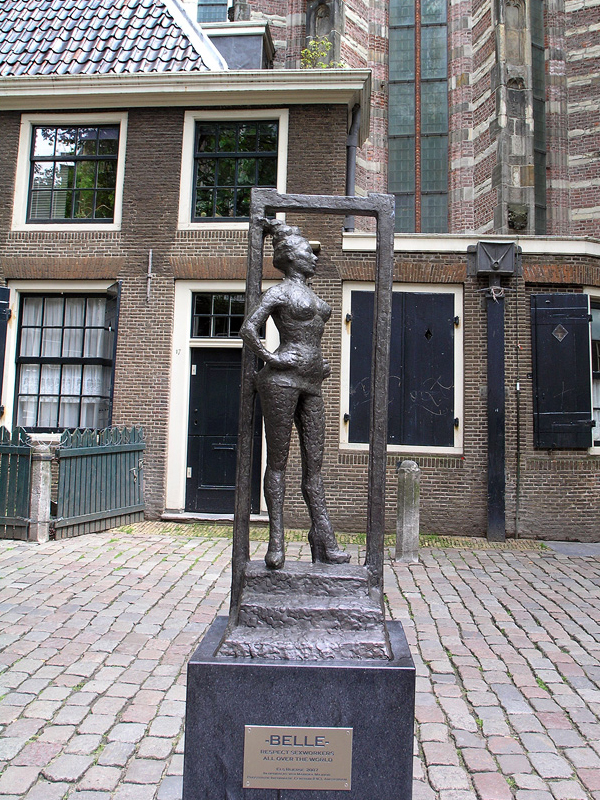
«Белль» біля церкви (2007)

Сьогодні амстердамська Стара церква є осередком як релігійного, так і культурного життя міста, її приміщення також можуть бути орендовані для проведення презентацій, прийомів і званих обідів. 
Щороку в середині березня католики приходять до Аудекерку, щоб відсвяткувати так зване «амстердамське диво» зцілення, яке відбулося в 1345 році. На місці, де начебто було сталося диво, побудували каплицю, де й досі начебто дивовижно одужують люди.
Серед культурних заходів, що проводяться у храмі, — престижна щорічна церемонія нагородження World Press Photo.
Частину прилеглої до церкви території використовують повії, які пропонують свої послуги у вікнах. Коло Аудекерку в березні 2007 року встановили бронзову статую, названу Белль (Belle) на честь повій усього світу. Вона стоїть на низькому постаменті, що на ньому викарбувано: «Поважайте секс-робітників у всьому світі».

## Цікавий факт
«Залізна каплиця» Старої церкви Амстердаму дістала назву через двері, зроблені з заліза, за якими в покої зберігали документи, що посвідчували міські привілеї, в тому числі свободу від зборів, надану в 1275 році, доки 1872 року їх перенесли до муніципальних архівів.

## Галерея

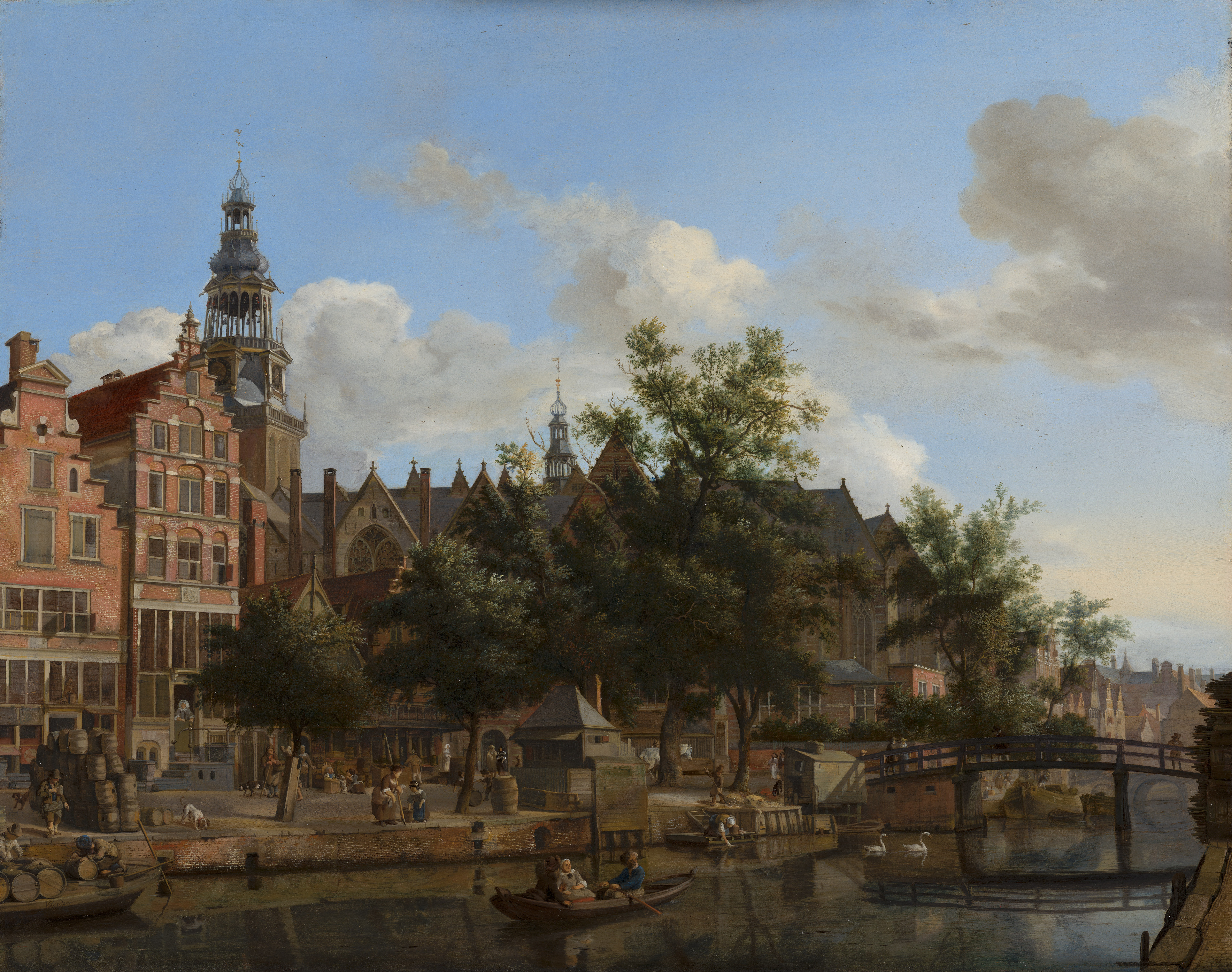
Аудекерк на картині Яна ван дер Гейдена (бл. 1670)
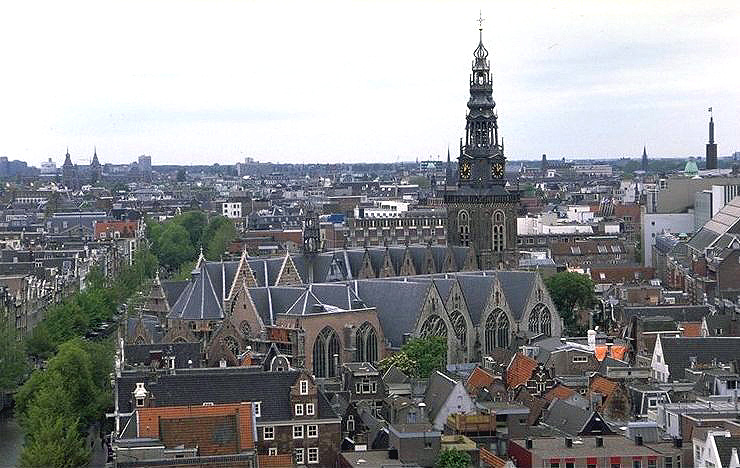
Аудекерк на тлі міського пейзажу Амстердама
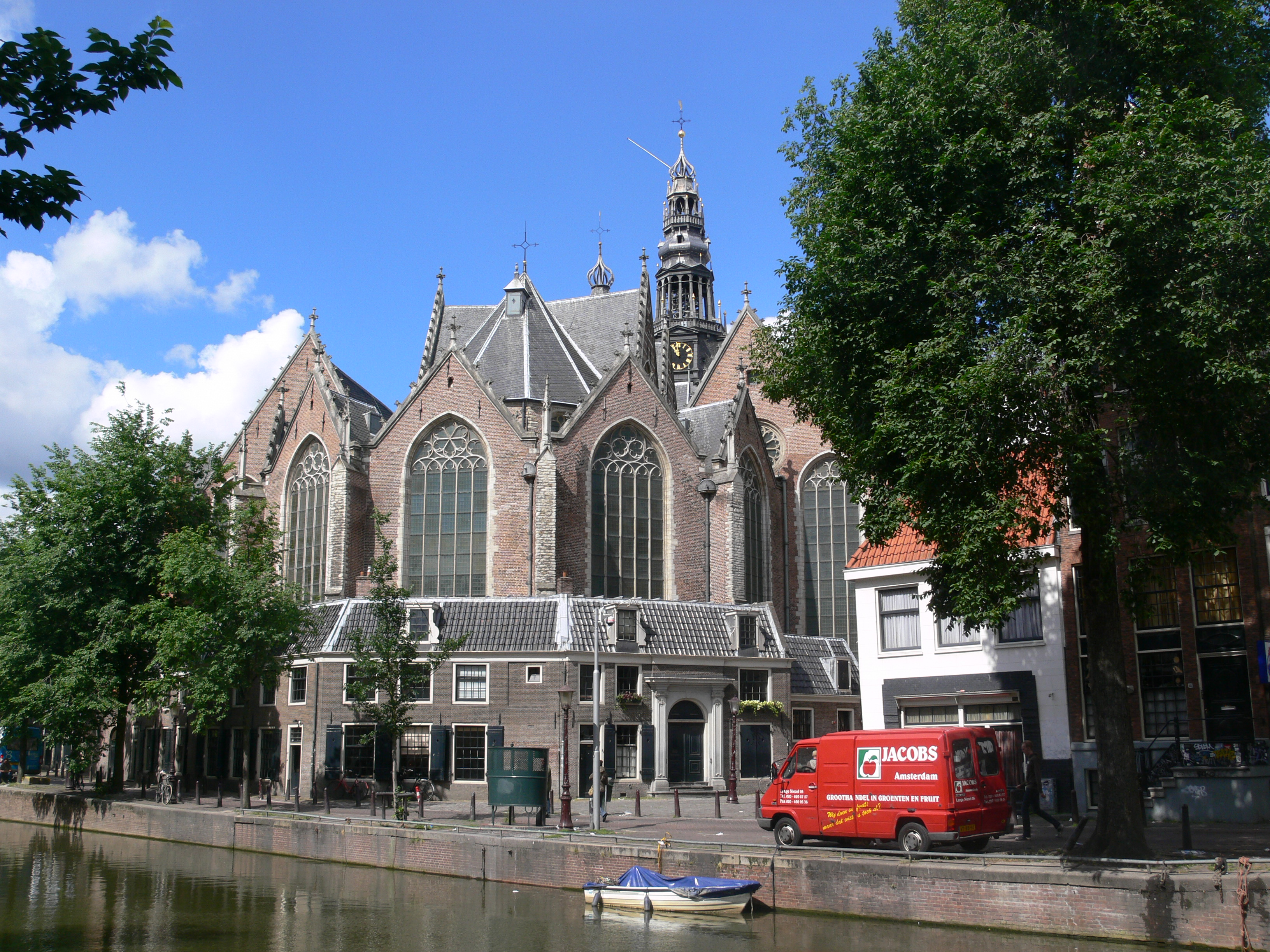
Вид на церкву з боку канала (2008)